# قطعنامه ۹۲۲ شورای امنیت
قطعنامه ۹۲۲ شورای امنیت سازمان ملل متحد که در تاریخ ۳۱ مه ۱۹۹۴ تصویب شد، سندی بین‌المللی دربارهٔ وضعیت در آنگولا است. این قطعنامه طی نشست ۳۳۸۴ام با ۱۵ رای موافق، ۰ مخالف و ۰ ممتنع تصویب شد.